# Торе де' Пиченарди
То̀ре де' Пичена̀рди (на италиански: Torre de' Picenardi, на местен диалект: li Tur, ли Тур) е село и община в Северна Италия, провинция Кремона, регион Ломбардия. Разположено е на 37 m надморска височина. Населението на общината е 1801 души (към 2010 г.).